# Христо Бончев (опълченец)
Вижте пояснителната страница за други личности с името Христо Бончев.
 Христов Бончев е български опълченец участващ в Боевете на върх Шипка на възраст 27 годинишна възраст.

## Биография
Роден е на 4 февруари 1850 г. в колиби (село) Гайтаните, Габровско. Известен е със своето участие в Руско-турската Война, като български опълченец. Бива разпределен в 9-а Шипченска дружина под командването на подполковник Лвов, която се води една от самостоятелните опълченски дружини. Освен че изпълнява военна дейност, той е назначен и за писар, поради факта че има калиграфски умения и така поддържа документацията на дружината.
На 21 септември 1922 г. Габровският градски общински съвет приема решение да обяви за почетни граждани опълченците, участвали в боевете на Шипка, сред тях е и Христо Бончев.
На 23 април 1902 г. в двора на казармата на 23-ти пехотен шипченски полк в Казанлък, в присъствието на офицери, войници, граждани, чиновници и ученици, се полага основният камък на паметника на загиналите опълченци. Откриването му става пет месеца по късно – на 20 септември от военния министър Стефан Паприков, осветен е от Старозагорския митрополит Методий Кусев, в присъствието на опълченци.
След войната е извикан в София, за да получи награда за вярна служба към родината. На тръгване от село Гайтаните, ходейки пеш, той шеговито се изказва: „Довиждане Българио, отивам в София!“
След това се установява в село Поповци, Габровско където живее до края на дните си. Интересен е факта че има общо 9 деца. Три от тях умират в ранна детска възраст. Другите шест оцеляват и продължават рода.
Христо Бончев умира на 6 декември 1943 г. в Габрово. Тленните му останки се намират в село Прахали, Габровско.
Фотография на надгробния паметник на Христо Бончев Опълченеца. На паметника е написано:
Христо Хр Бончев; Опълченец от Шипка; 6. XII. 1943 г. на 90 години (По данни на Държавен архив, Христо Бончев Опълченеца умира на 93-годишна възраст).
Налице е и втора фотография на паметника на негов сродник (син). Написано е:
Иван Хр. Бончев; 4. XI. 1965 г. на 79 години.